# Ate
Figura divină care îi împingea pe oameni la acțiuni impulsive, de multe ori necugetate. Este zeița iluziei, orbirii, distrugerii. Consecințele orbirii provocate de Ate sunt hybris, trufia omului care nu își vede propriile limite și iluzia, care îl împiedică să vadă adevărul.
1. ↑  RSKD / Ζεύς[*] Verificați valoarea |titlelink= (ajutor)
2. ↑  RSKD / Rhea[*] Verificați valoarea |titlelink= (ajutor)
3. ↑  IeSG / Ierida[*] Verificați valoarea |titlelink= (ajutor)
4. ↑  225, Teogonia